# Suhîi Hutir, Krînîcikî
Suhîi Hutir (în ucraineană Сухий Хутір) este un sat în comuna Drujba din raionul Krînîcikî, regiunea Dnipropetrovsk, Ucraina.

## Demografie
Componența lingvistică a localității Suhîi Hutir
     Ucraineană (89,79%)
     Rusă (8,09%)
     Alte limbi (0,85%)
Conform recensământului din 2001, majoritatea populației localității Suhîi Hutir era vorbitoare de ucraineană (89,79%), existând în minoritate și vorbitori de rusă (8,09%) și armeană (1,28%).